# Електроенергетика
Електроенергетиката е отрасъл на икономиката, подразделение на производството и разпределение на електрическа и топлинна енергия и на газообразни горива, включващ производството, преноса, разпределението и търговията с електрическа енергия.
Електрическата енергия се създава с помощта на генератори преобразуващи механичната енергия, създадена от други енергоизточници.
Електроенергетиката представлява мощен комплекс за производство на електрическа енергия от електроцентрали, териториално разпръснати в близост до използваните първични енергоносители, но технологично свързани в едно цяло посредством преносна мрежа от електропроводи, трансформаторни подстанции и с мрежа от ниско напрежение за доставка на електрическа енергия на потребителите.
Голяма част от комплекса се изгражда основно на базата за производство на трифазен ток, но посредством възможностите за трансформиране и изправяне на електрическия ток, освен трифазно или монофазно променливо напрежение (АС), се създават мощни енергийни системи за захранване с постоянно (DC) електрическо напрежение, използвани например в жп транспорта или мощните предаватели на комуникационните системи.
В България по-рано електроенергетиката като научна област е наричана силнотокова електротехника, като в значителна степен се развива на теоретичната база на електротехниката. Познанията и опитът свързан с електрически генератори, електрически машини и преносни мрежи не е достатъчен за създаването на производствения комплекс, който използва разнородни първични енергоизточници -
- вода,
- вятър,
- слънчева енергия,
- твърди и течни горива,
- атомна енергия.

Нужни са знания и опит по създаването на машини за ефективно преобразуване на енергията на тези източници в механична работа (във въртеливо движение), например като се преобразува мощта от високото налягане на водния стълб във водноелектрическите централи или силата на парата в парните машини или в парните турбини в съвременните ТЕЦ и атомни централи. Създават се механични системи, които превръщат движението на въздуха с ниска скорост за задвижване на електрогенератори с мощност 3000 kW, а с постиженията в микроелектрониката се създават условия за пряко преобразуване на слънчевата светлина в електрически ток. Понастоящем електроенергетиката се развива като комплексна инженерна наука, което включва и проектирането на задвижващите и преобразуващите технически средства за производството на електроенергията.
В съвременния свят електрификационните системи на отделните държави са свързани, което позволява износ или внос на електрическа енергия от енергосистемата на съседна държава.

## История
Електроенергетиката се развива от средата на 19 век. Началото поставят откритията в електротехниката (законите на Ампер, Ом). Първите практически опити за използване на електричество в бита и индустрията датират от 1820 г. Майкъл Фарадей прави едно от най-великите открития през 1831 година, което оказва влияние върху развитието на електроенергетиката, като открива електромагнитната индукция. Няколко десетилетия по-късно в големите европейски и американски градове се изгражда електрическо улично осветление. Чрез телеграфни линии започват да се осъществяват комуникации между населените места. Към края на 19 век започва електрификация на транспорта. Започва строежът на първите топлоцентрали за производство на електроенергия за обществото и индустрията. Една от първите топлоцентрали се появява в Ню Йорк през 1882 г. Същата година се построява и електропроводна линия, която пренася постоянен ток. Една от първите водноелектрически централи е построена в Мичиган през 1881 г. Ядрената енергетика се развива след края на Втората световна война. Първата ядрена електроцентрала е построена през 1954 г. в СССР, мощността ѝ е била 5000 kW. Няколко месеца по-късно се появява и първата централа в САЩ. През 70-те години започва да се реализират проекти, базирани на идеята за възобновяеми енергийни източници, която датира още от 19 век.